# Brækmoholmane

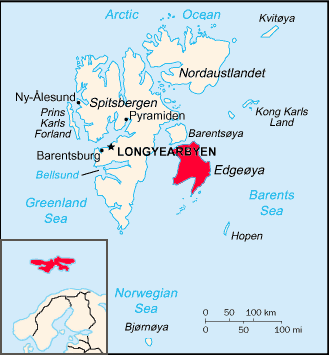
Översiktskarta

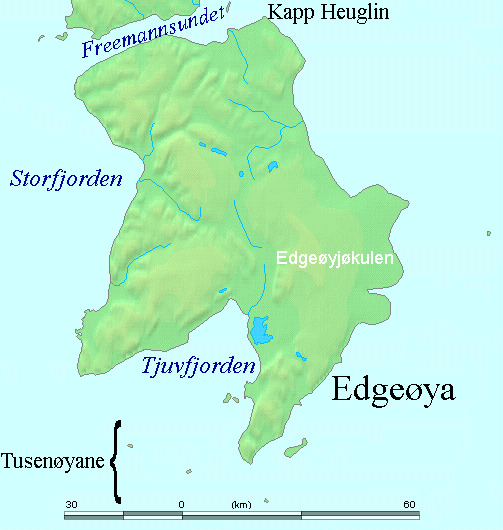
Lägeskarta

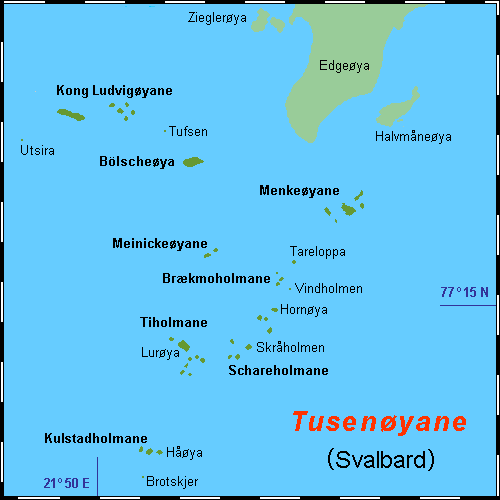
Tusenøyane

Brækmoholmane ( Brækmoöarna) är en liten ögrupp i sydöstra Svalbard i Barents hav i Norra ishavet. Området är en del av Tusenøyane.

## Geografi
Brækmoholmane ligger cirka 225 km sydöst om Longyearbyen, cirka 100 km nordväst om ön Hopen och cirka 20 km sydväst om Edgeøyas södra kust. 
Ögruppen omfattar flera mindre obebodda öar och skär. De större är:
- Store Brækmoholmen, i den västra delen, största ön
- Trønderen, i den norra delen
- Alkekongen, i den östra delen

samt
- Tareloppa, cirka 3 km nordost om ögruppen
- Vindholmen, cirka 2 km sydost om ögruppen
- Hornøya, cirka 4 km sydost om ögruppen

Förvaltningsmässigt ingår hela Tusenøyane i naturreservatet Søraust-Svalbard naturreservat.
Området är en viktig boplats för en rad arktiska djur, däribland isbjörn och valross, och fåglar, däribland stormfågel, vitkindad gås, prutgås, ejder och silvertärna.

## Historia
Området omnämns första gången 1614 på en karta ritad av holländske Joris Carolus och även på en karta från 1625 från Muscovy Company och holländska kartor kring år 1662 ritade av G. Valk och P. Schenk finns området utmärkt.
Hela ögruppen är namngiven efter norske fiskaren Sivert Brækmo från Nord-Trøndelag fylke, Trønderen efter mannen från Trøndelag och Alkekongen efter Alke för Tordmule.
1973 inrättades Søraust-Svalbard naturreservat.